# Korab (kulle)
Korab är en kulle i Tjeckien.   Den ligger i regionen Plzeň, i den västra delen av landet, 120 km sydväst om huvudstaden Prag. Toppen på Korab är 773 meter över havet.
Terrängen runt Korab är kuperad åt nordost, men åt sydväst är den platt. Runt Korab är det ganska glesbefolkat, med 28 invånare per kvadratkilometer. Närmaste större samhälle är Klatovy, 15,9 km öster om Korab. I omgivningarna runt Korab växer i huvudsak blandskog.